# Placa Siberiană

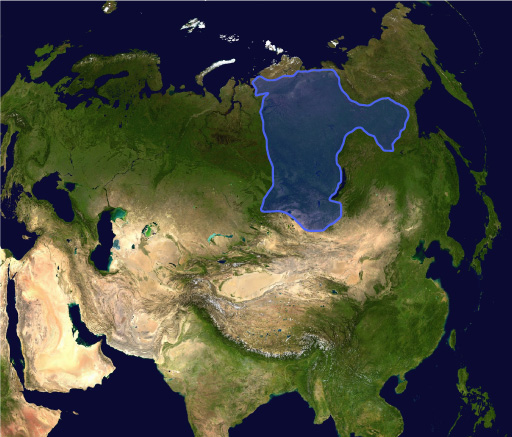
Localizarea Plăcii Siberiene în arealul Asiei

Placa Siberiană reprezintă centrul vechi și stabil (craton) al unei vechi plăci tectonice, regiune actual localizată în centrul Siberiei și actual fundament al Platoului Siberian Central. 
În sens paleogeografic, denumirea se referă la un paleocontinent